# サール (イタリア)
サール（フランス語: Sarre [saʁ]）は、イタリア共和国ヴァッレ・ダオスタ州にある、人口約4,900人の基礎自治体（コムーネ）。

## 地理

### 位置・広がり

#### 隣接コムーネ
隣接するコムーネは以下の通り。
- アオスタ
- アイマヴィル
- ジニョー
- グレッサーン
- ジョヴェンサン
- サン＝ピエール

## 姉妹都市
- ラ・テュルビー、フランス